# محمد عبد العزيز (سياسي ليبي)
محمد امحمد عبد العزيز سياسي ليبي. تولى وزارة الخارجية في ليبيا (نوفمبر 2012-سبتمبر 2014).
تخرج من قسم العلوم السياسية جامعة القاهرة عام 1975.
عمل في البعثة الليبية في الأمم المتحدة، وكان وكيلاً لوزارة الخارجية في عهد عبد الرحيم الكيب.
تولى في بداية فترة حكومة زيدان وزارة التعاون الدولي، في حين كُلف علي الأوجلي بوزارة الخارجية، لكن الأخير أبعدته الهيأة العليا لتطبيق معايير النزاهة والوطنية  باعتباره عمل سفيراً في نظام العقيد معمر القذافي، فتولى محمد عبد العزيز الوزارة بالوكالة، حتى تم دمج وزارة الخارجية بوزارة التعاون الدولي في 7 يناير 2013.
عُرف بإعلانه رغبته الشخصية في عودة النظام الملكي لحكم ليبيا.